# Dieter Lieberwirth
Dieter „Jogi“ Lieberwirth (* 13. Januar 1954 in Fürth) ist ein deutscher Fußballtrainer und ehemaliger Fußballspieler.

## Spielerlaufbahn
Der defensive Mittelfeldspieler Dieter Lieberwirth begann nach Stationen bei ESV Rangierbahnhof Nürnberg und TSV Roth seine Profikarriere 1975 in der 2. Bundesliga beim 1. FC Nürnberg. Mit dem Club stieg er 1978 in die Bundesliga auf und brachte es bis zu seinem Karriereende nach Abstieg und Wiederaufstieg mit den Nürnbergern auf 139 Bundesliga-Einsätze und erzielte dabei 18 Tore. 1982 spielte er im legendären DFB-Pokalfinale zwischen dem 1. FC Nürnberg und dem FC Bayern München. Nürnberg führte zur Halbzeit mit 2:0 und Dieter Lieberwirth wurde in der 78. Spielminute eingewechselt, als der FC Bayern mittlerweile mit 3:2 führte. Das Spiel endete 4:2 für die Bayern. Dennoch war der zweite Platz im DFB-Pokal der größte Erfolg in der Karriere von Dieter Lieberwirth.

## Trainertätigkeit
Nach seiner aktiven Laufbahn 1987 wurde er Co-Trainer bei den Nürnbergern und 1988 noch einmal für drei Spiele reaktiviert. Am 10. April 1990 übernahm er die Cheftrainerposition von Hermann Gerland, wurde vom Niederländer Arie Haan in der Saison wieder abgelöst, arbeitete aber weiter als Co-Trainer. 1991 übernahm er als Cheftrainer den Amateur-Oberligisten SG Quelle Fürth in seiner Heimatstadt. Er blieb dort Trainer bis 2002. Ab 2003 stand er als Co-Trainer wieder in Diensten des 1. FC Nürnberg, sein dabei größter Erfolg war der DFB-Pokalsieg 2007, und von 2007 bis 2010 betreute Lieberwirth die U19 des 1. FC Nürnberg.
Ende Dezember 2012 übernahm er das Traineramt beim bayrischen Regionalligisten SC Eltersdorf, den er bis zum Saisonende coachte.